# Saint-Clément-sur-Durance
Saint-Clément-sur-Durance (okzitanisch Sant Clamenç sus Durença) ist eine französische Gemeinde im Département Hautes-Alpes in der Region Provence-Alpes-Côte d’Azur. Sie gehört zum Kanton Guillestre im Arrondissement Briançon. 

## Geographie
Durch Saint-Clément-sur-Durance führen eine Eisenbahnlinie und der Fluss Durance.
Die Gemeinde grenzt im Norden an Réotier, im Nordosten an Eygliers, im Osten an Risoul, im Süden an Saint-André-d’Embrun und im Westen an Châteauroux-les-Alpes.

## Bevölkerungsentwicklung
| Jahr      | 1962 | 1968 | 1975 | 1982 | 1990 | 1999 | 2008 | 2018 |
| --------- | ---- | ---- | ---- | ---- | ---- | ---- | ---- | ---- |
| Einwohner | 265  | 227  | 195  | 205  | 191  | 229  | 276  | 318  |

## Sehenswürdigkeiten
- Turm von Saint-Clément-sur-Durance

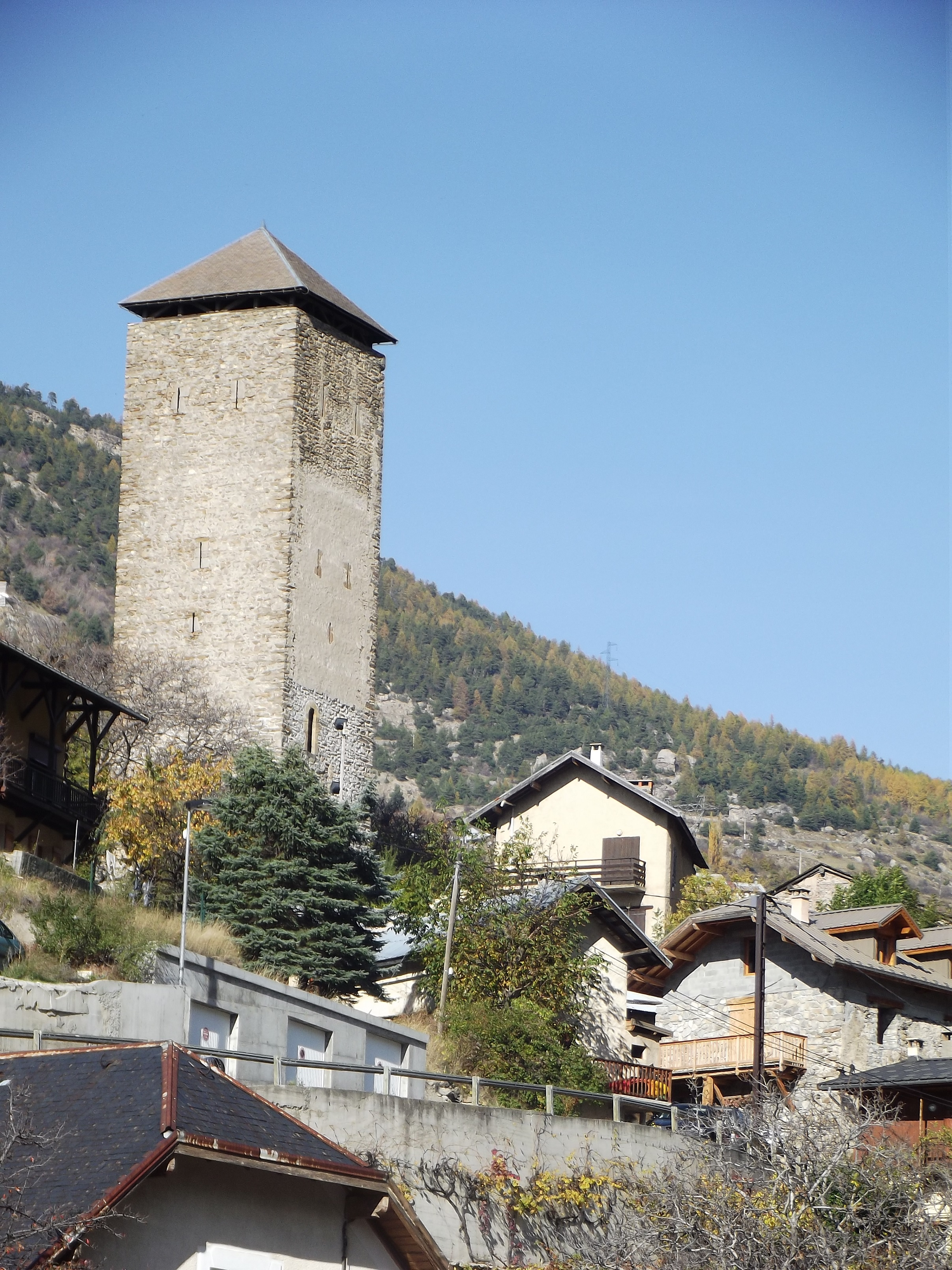
Turm von Saint-Clément-sur-Durance

- Kirche Saint-Clément